# دانشگاه لوردز
دانشگاه لوردز یک دانشگاه خصوصی فرانسیسکن در سیلوانیا، اوهایو است. این دانشگاه در سال ۱۹۵۸ تأسیس شد و توسط خواهران سنت فرانسیس سیلوانیا حمایت مالی می‌شود. به عنوان یک دانشگاه فرانسیسکن، دانشجویان لورد یک برنامه درسی هنرهای لیبرال را با کاربرد در مطالعات حرفه ای دریافت می‌کنند. لورد دارای جامعه متنوعی از دانشجویان و نسبت دانشجو به استادان ۱۵:۱ است.

## تاریخچه
در سال ۱۹۱۶ مادر آدلاید ساندوسکی از مینه‌سوتا به شمال غربی اوهایو سفر کرد تا جامعه ای از فرانسیسکن‌های روچستر را تأسیس کند. برای نزدیک به ۵۰ سال، او جامعه فرانسیسکن سیلوانیا را پرورش داد و موسسه‌هایی از جمله مؤسسه کاتولیک و فرانسیسکن را که امروزه به نام دانشگاه لوردز شناخته می‌شود، ایجاد کرد. کالج جونیور لوردس که در ابتدا به عنوان پردیس توسعه ای کالج سنت ترزا (در وینونا، مینه سوتا) ایجاد شد، در سال ۱۹۵۸ برای آموزش خواهران سنت فرانسیس تأسیس شد. در سال ۱۹۶۴، مؤسسه هنرهای لیبرال توسط کمیسیون آموزش عالی انجمن کالج‌ها و مدارس مرکزی شمال تأیید شد.